# Sassula subguttata
Sassula subguttata är en insektsart som först beskrevs av Walker 1858.  Sassula subguttata ingår i släktet Sassula och familjen Nogodinidae. Inga underarter finns listade i Catalogue of Life.